# Onychogomphus maclachlani
Onychogomphus maclachlani – gatunek ważki z rodziny gadziogłówkowatych (Gomphidae).